# Eleição para governador de Nevada em 2010
A eleição para governador do estado americano do Nevada em 2010 aconteceu em uma terça-feira dia 2 de novembro de 2010 para eleger o governador de Nevada, que terá um mandato de quatro anos iniciando em janeiro de 2011. Apesar das especulações de que o governador Jim Gibbons,um republicano,não iria para um segundo mandato, devido à sua baixa popularidade e escândalos,Gibbons perdeu nas primárias republicanas.

## Primária Republicana
| Primária Republicana | Primária Republicana | Primária Republicana | Primária Republicana | Primária Republicana | Primária Republicana |
| Partido              | Candidato            | Votos                | %                    |                      |                      |
| Republicano          | Brian Sandoval       | 97.201               | 55,5%                |                      |                      |
| Republicano          | Jim Gibbons          | 47.616               | 27,2%                |                      |                      |
| Republicano          | Mike Montandon       | 22.002               | 12,6%                |                      |                      |
| -------------------- | -------------------- | -------------------- | -------------------- | -------------------- | -------------------- |

## Primária Democrata
| Primária Democrata | Primária Democrata | Primária Democrata | Primária Democrata | Primária Democrata | Primária Democrata |
| Partido            | Candidato          | Votos              | %                  |                    |                    |
| Democrata          | Rory Reid          | 80.162             | 70,1%              |                    |                    |
| Democrata          | Frederick Conquest | 16.775             | 14,7%              |                    |                    |
| ------------------ | ------------------ | ------------------ | ------------------ | ------------------ | ------------------ |

## Resultados
| Eleição para governador de Nevada em 2010 | Eleição para governador de Nevada em 2010 | Eleição para governador de Nevada em 2010 | Eleição para governador de Nevada em 2010 | Eleição para governador de Nevada em 2010 | Eleição para governador de Nevada em 2010 |
| Partido                                   | Candidato                                 | Votos                                     | %                                         |                                           |                                           |
| Republicano                               | Brian Sandoval                            | 382.350                                   | 53,4%                                     |                                           |                                           |
| Democrata                                 | Rory Reid                                 | 298.170                                   | 41,6%                                     |                                           |                                           |
| ----------------------------------------- | ----------------------------------------- | ----------------------------------------- | ----------------------------------------- | ----------------------------------------- | ----------------------------------------- |